# Lene Rantala
Lene Rantala (Copenhague, 10 de agosto de 1968) é uma handebolista profissional dinamarquesa, bicampeã olímpica.
Lene Rantala fez parte dos elencos medalha de ouro, de Atlanta 1996 e Sydney 2000.